# Легат (військовик)

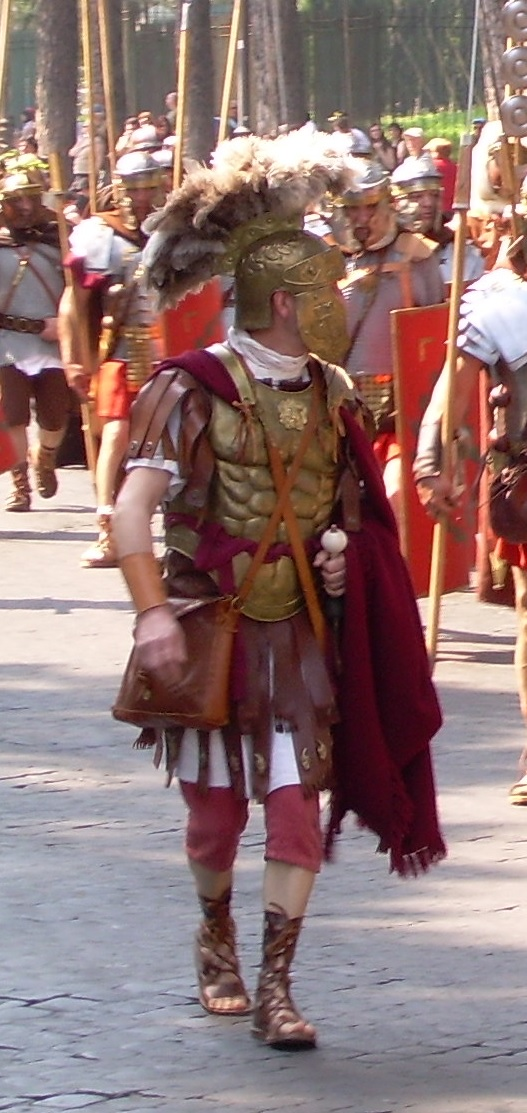
Легат у позолоченому шоломі і лориці мускулаті. Сучасна реконструкція

Лега́т (військовик, помічник полководця) (лат. legatio, також legatus) — це посланець сенату Римської республіки до воєначальника (консула або претора), що перебував на чолі війська поза межами міста Рим. Ці посланці виступали помічниками полководців і на місці представляли інтереси сенату.
В пізній Республіці І ст. до н. е. полководці, що мали постійне військо, на чолі легіонів ставили своїх легатів, які перебували на цих посадах роками і вже сприймалися як постійні командири легіонів (legatus legionis).

## Призначення та повноваження
Відправлення сенатом легатів, зазвичай, узгоджувалося з воєначальником, до якого вони посилалися — це були особи, яким він дуже довіряв, часто це були його друзі або родичі, які вже мали військовий досвід — вони мали давати поради та допомагати своєму командиру у всіх його починаннях. Ці посланці не були пов'язані з наперед визначеною військовою посадою і їх обов'язки мали тимчасовий характер та визначалися головнокомандувачем на місці: легати виступали командирами окремих підрозділів, допомагали як ад'ютанти, виконували різні доручення, були заступниками полководця, а, у випадку його відсутності чи смерті, могли його заміняти (такий легат називався legatus pro praetore).
Хоча ці легати призначалися на якусь посаду претором або консулом, під керівництвом якого вони служили, санкція сенату була важливим пунктом, без якого ніхто не міг юридично вважатися легатом. З іншого боку, легати не могли діяти незалежно від свого воєначальника.

## Історія
Найперші відомості про легатів-військовиків, повідомляють про них, як про посланців сенату до війська у супровід полководців, де вони згадуються разом із військовими трибунами в дуже ранній період республіки — про це пише Тіт Лівій у своїй «Історії від заснування міста» у зв'язку з подіями війни з вольсками, що велася бл. 494 до н. е. Тіт Герміній Аквілін, який командував кіннотою у битві біля Регілльського озера, що відбулася бл. 499 до н. е., став першим легатом (legatus), ім'я якого відоме завдяки Лівію.

### Довідники
- Легат // Большая советская энциклопедия : в 30 т. / главн. ред. А. М. Прохоров. — 3-е изд. — М. : «Советская энциклопедия», 1969—1978. (рос.)
- legatio // WordSense Dictionary. — 2025. (англ.)
- Legatus // Реальный словарь классических древностей / под ред. членов Общества классической филологии и педагогики Любкер Ф., Ф. Гельбке, Л. Георгиевского, Ф. Зелинского, В. Канского, М. Куторги и П. Никитина. — СПб., 1885. — С. 727—728.(нім.)(рос.)
- Legatus // A Dictionary of Greek and Roman Antiquities / William Smith, D.C.L., LL.D. — London, England : John Murray, 1875. — 1294 с. (англ.)
- Легаты, у римлян // Энциклопедический словарь : в 86 т. (82 т. и 4 доп.) / под ред. К. К. Арсеньева и Ф. Ф. Петрушевского. — СПб. : Ф. А. Брокгауз, И. А. Ефрон, 1896. — Т. XVII (33) : Култагой — Лёд. — С. 451—452. (рос.)

### Книжки
- Titus Livius. Ab Urbe condita. — 1914. (лат.)
- Тит Ливий. История Рима от основания города. — 1998. (рос.)